# Medijsko cesarstvo
Medijsko cesarstvo (perzijsko Māda, grško Mēdía, akadsko Mādāya) je bilo prvo iransko cesarstvo, ki je od konca 8. do sredine 6. stoletja pr. n. št. obsegalo prostor Velikega Irana, severne Mezopotamije in vzhodne Male Azije. Pred ustanovitvijo Medijskega cesarstva so iranski narodi živeli v manjših plemenskim skupinah in niso poznali hierarhije vladavine. Vojne z Asirci so jih pripeljale do združevanja in ustvarjanja močne monarhije, ki je postala temelj za vse kasnejše iranske dinastije.
Za ustanovitelja Medijskega cesarstva velja Dejok (Deioces, Diako, Deyaco, Diyako ali akadsko Daiukku, elamsko Dayauka in Deiokes, grško Δηιόκης), plemenski vodja, ki so ga medijski plemiči izbrali za arbitra v reševanju sporov in kasneje za medijskega kralja. Ob nastanku države je ta obsegala samo manjša območja jugozahodno od Kaspijskega jezera, v dobi največjega medijskega vladarja Kjaksarja pa se je razprostirala prek večine azijskega dela Bližnjega vzhoda. Obsegala je 2,8 milijonov km², kar je bilo do tedaj največje cesarstvo v zgodovini. Meje cesarstva so bile reke Kizil v Anatoliji in Tigris v Mezopotamiji na zahodu, Kavkaz in Sogdijana na severu ter Indija na vzhodu.
Pomen medijske države je bil v starem veku večstranski. Iranski narodi so bili prvič v zgodovini združeni in predstavljali politično protiutež Babiloniji in Asiriji, glavnima silama na zahodu. Medijci so v zavezništvu z Babilonci pokorili Novoasirsko cesarstvo, do tedaj najmočnejšo vojaško-politično silo v regiji. Spopad Medijcev z Lidijo v Mali Aziji je predstavljal prvi kontakt starodavnega Irana z grškim svetom. Najpomembnejši pa je bil sam padec Medijskega cesarstva leta 550. pr. n. št., saj je na njegovem temelju perzijski vladar Kir Veliki ustanovil Ahemenidsko cesarstvo, največjo in najmogočnejšo iransko državo v zgodovini starega veka.

## Zgodovinski viri
Danes praktično ni zgodovinskih dokumentov napisanih v medijskem jeziku, pa tudi kakšno pisavo so uporabljali ni znano. Iz te dobe so našli samo eno bronasto plaketo, ki datira pred ahemenidsko dobo. Gre za zapis v klinopisu v akadskem jeziku, ki datira iz 8. stoletja pr. n. št. in ne navaja medijske nazive. Novejša raziskovanja kažejo, da je t. i. linearna elamska pisava (ki še ni dešifrirana) mogoče pisana v medijskem jeziku, s predpostavko, da je Kutik-Inšušinak originalno iransko ime medijskega vladarja Kjaksarja, in ne zgodnejšega elamskega kralja.
Problem pomanjkanja avtohtnonih medijskih dokumentov nadomeščajo zgodovinski dokumenti drugih starodavnih narodov, kot so novoasirske in babilonske kronike, biblijske knjige o Nahumu in Danielu iz Stare zaveze, Behistunski napis iz dobe Ahemenidskega cesarstva in dela grških zgodovinarjev Herodota in Ktezija ter babilonskga zgodovinarja Berosusa. Glede na to, da vsi navedeni viri izhajajo iz držav zahodno od Medije, se o zgodovini vzhodnih medijskih pokrajin kot so Baktrija, Arija, Sagartija, Drangijana ali Arahozija ne ve praktično nič.

### Mezopotamske kronike
Večina vladarjev Novoasirskega in Novobabilonskega cesarstva je zapisovala dokumente v klinopisu, v katerih so navedena razna politična, verska in družbena dogajanja. Glede na to, da sta bili obe državi posredno povezani z Medijskim cesarstvom, navedeni zgodovinski zapisi, ki datirajo iz prve polovice 1. tisočletja pr. n. št., predstavljajo pomemben vir informacij o Medijcih. Medijski politični odnosi z obema mezopotamskima državama se razlikujejo: Asirci so bili njihovi veliki sovražniki, Babilonci pa zavezniki. Najstarejši dokumenti, ki omenjajo Medijce, datirajo iz dobe vladavine asirskega kralja Sargona II. iz 8. stoletja pr. n. št., v njih se ustanovitelj Medijskega cesarstva Dejok omenja večkrat kot Daiukku. On naj bi bil pokrajinski vladar (šaknu) območja, imenovanega Maneja ob meji z Asirijo. Ostali mezopotamski zgodovinski dokumenti so kronike babilonskega vladarja Nabopolasarja in Nebukadnezarja II. ter kronike iz dobe babilonskega vladarja Nabonida, ki omenjajo Kirov prevrat in zamenjavo zadnjega medijskega vladarja Astjaga in padec Medijskega cesarstva.

### Stara zaveza
Biblijske zgodbe iz Stare zaveze, ki omenjajo Medijce sta knjiga o Nahumu in knjiga o Danielu. Knjiga o Nahumu detajlno opisuje padec asirskega mesta Ninive, ki ga je osvojil medijski vladar Kjaksar v zavezništvu z babilonskim vladarjem Nabopolasarjem. V knjigi o preroku Danielu je omenjen pregled videnja o štirih zvereh, ki predstavljajo starodavne monarhije Starega Vzhoda, ki so vladale v mestu Babilon:
1. Lev s krili orla - predstavlja Novobabilonsko cesarstvo
2. Medved - Medijsko cesarstvo
3. Četveroglavi leopard s krili - Ahemenidsko cesarstvo
4. Zver z desetimi rogovi in železnimi zobmi - Makedonski imperij

Interpretacija, ki opisuje Novobabilonsko cesarstvo, je prava, glede na to, kako so taki prikazi (t. i. lamassus) karakteristični za babilonsko umetnost. Leopard je pogost motiv v perzijskem zlatarstvu, tudi Aleksander Veliki je pogosto opisan z ovnovimi rogovi njegovega mitološkega očeta Amona. Problem interpretacije Stare zaveze pa je prav Medijsko cesarstvo, ki glede na ostalezgodovinske vire nikoli ni osvojil Babilona. Avtor knjige o Danielu, vladarju, ki je pokoril Babilon, omenja kot Dareja Medijskega, vendar je to ime osebe izključno perzijskih vladarjev (Darej I. Veliki, Darej II., Darej III.). Glede na to, da je navedena biblijska knjiga napisana okoli leta 165 pr. n. št., se predpostavlja, da je na avtorja vplival Herodot. Druga razlaga je, da se medijska interpretacija nanaša na medijskega zavojevalca Smerdisa, ki se je leta 522 pr. n. št. razglasil za Velikega kralja na račun Kambiza II. in nekaj mesecev vladal Ahemenidskemu cesarstvu, dokler ga ni odstavil Darej I. Veliki. Ta zgodba je podrobno razložena v Behistunskem napisu ter v Herodotovih delih in se nanaša na obdobje po padcu Medijskega cesarstva oziroma na ahemenidsko obdobje, ko je bila Medija del Ahemenidskega cesarstva.

### Behistunski napisi
Behistunski napisi so dokumenti, ki obsegajo tekste napisane v klinopisu v treh jezikih: perzijskem, elamskem in akadskem. Datirajo s konca 6. stoletja pr. n. št., vrezati pa jih je dal Darej I. Veliki, vladar Ahemenidskega cesarstva. Ti dokumenti govorijo v glavnem o zgodovini ahemenidske dinstije, ki je od vladala Mediji okoli 550 pr. n. št. in o času Darejeve vladavine (552 - 486 pr. n. št.). V napisih je omenjena vstaja Medijcev leta 522 pr. n. št., katere vodja Khšathrit trdi, da izvira iz rodu medijskega kralja Kjaksarja (625 - 585 pr. n. št.), kar pomeni, da se behistunski napisi v enem delu navezujejo na zgodovino Medijskega cesarstva.
Medijsko cesarstvo je času vstaje (552 - 550 pr. n. št.) pokoril Kir Veliki, ustanovitelj Ahemenidskega cesarstva. Njegov sin in naslednik Kambiz II. je vodil pohode v Stari Egipt. Leta 522 pr. n. št. je na perzijski prestol stopil uzurpator Smerdis, ki se je predstavljal kot Kambizov brat. Osvobodil je vse satrapije plačila davkov za tri leta in proglasil medijsko citadelo Sikajauvatiš za prestolnico. Ta poteza je izzvala obsodbo perzijske elite in sedem plemičev pod vodstvom Dareja I. Velikega ga je vrglo s prestola. Sledilo je nekaj vstaj v Babiloniji in Mediji, kjer se omenja medijski vodja Khšathrita, ki je dobi podporo satrapij Sagartije, Partije in Hirkanije. Vstajo je leta 521 pr. n. št. zadušil perzijski general Hidarn Starejši, Khšathrit pa je bil ujet v mestu Raj (Iran).
Ostali perzijski viri o Medijcih so tudi reliefi iz Perzepolisa, ki prikazujejo njihov izgled. Ti reliefi datirajo v leto 515 pr. n. št. (doba vladavine Dareja Velikega) ali samo 35 let po padcu Medijskega cesarstva in jih lahko razumemo kot ustrezne dokumente.

### Grški zgodovinarji
O medijski dinastiji sta pisala tudi starogrška zgodovinarja Herodot in Ktezij, ki sta živela v 5. stoletju pr. n. št., oziroma 100 let po padcu Medijskega cesarstva. Herodot je bil rojen 484 pr. n. št. v Halikarnasu, glavnem mestu tedanje perzijske satrapije Karije. Njegovo delo Zgodovina (grško Historia) pa je bilo napisano med letoma 440 in 430 pr. n. št. in predstavlja najobširnejši in gotovo najvažnejši vir informacij o medijskem obdobju. Herodot je sicer v zahodnem svetu sprejet kot tvorec zgodovine, kakršno poznamo danes in ga pogosto imenujejo oče zgodovine. Bil je velik popotnik in je v svojem življenju obšel Ahemenidsko cesarstvo, Egipt, Libijo, Sirijo, Babilonijo, Suzo, Lidijo, Frigijo, Bizanc, Trakijo, Makedonijo in Italijo, kjer je poslušal in zapisoval zgodbe lokalnega prebivalstva. Kljub temu, da so ga kritizirali tako antični kot moderni zgodovinarji, se je od 19. stoletja dalje Herodotov sloves dramatično popravil, po tem ko so številna arheološka nahajališča potrdila mnoge njegove zgodbe. Moderni pogled na Herodota je, da je naredil izjemno delo v Zgodovini, njegova kronologija in številke pa gledajo s skepticizmom. Za razliko od ostalih zgodovinskih virov, ki so pogosto ohranjena samo v fragmentih, je Herodotovo delo Zgodovina v delu, ki se nanaša na Medijce (I. knjiga; 95.-144.) ohranjeno v celoti.
Ktezij je bil grški zdravnik in zgodovinar, ki se je rodil v mestu Kindu v pokrajini Kariji. Delal je kot zdravnik v službi ahemenidskega velikega kralja Artakserksa II., ki ga je spremljal pri bojnem pohodu (Bitka prid Kunaksi) proti uporniškemu brati Kiru Mlajšemu. Ktezij je pisal o Ahemenidskem cesarstvu in Asiriji v svojem delu Persica, ki vsebuje 23 knjig in za katere predpostavljajo, da temeljijo na perzijskih kraljevih arhivih. Ker je živel na kraljevem dvoru, njegova dela predstavljajo najobjektivnejši pogled na zgodovino starodavne Perzije in Medije in so zato pogosto nasprotujoča s Herodotovo Zgodovino. Njegova dela o Medijskem cesarstvu (knjige 4 - 6) so ohranjene samo v fragmentih.
Od ostalih zgodovinarjev velja omeniti Berosa, babilonskega svečenika, pisca in astronoma iz helenistične dobe, ki je živel v 3. stoletju pr. n. št. in pisal v grščini. V svojih delih (Babyloniaca) v glavnem piše o zgodovini Babilonije in omenja diplomatske poroke med kraljevskimi družinami Medijacev in Babiloncev. Tudi pri njem je problem, da je njegova kronologija neusklajena z ostalimi zgodovinskimi dokumenti in zato velja za manj zanesljiv vir.

## Poreklo
Prihod iranskih narodov, kot so bili Medijci, Perzijci in Parti, na območje Velikega Irana se je odvijal v 2. tisočletju pr. n. št., neposredno po koncu bronaste dobe. Iranski narodi pripadajo širši skupini indoevropskih narodov (katerih pradomovino zgodovinarji umeščajo v Srednjo Azijo) oziroma njeni podskupini indoiranskih narodov, katerim razen iranskih pripadajo še indoarijski narodi. Slednji so približno v istem času naselili sever Indije.
V 1. tisočletju pr. n. št. so iranski narodi (Medijci, Perzijci, Parti in Baktrijci) naseljavali Iransko višavje vse do Zagrosa, ostali (Skiti, Sarmati, Kimerijci in Alani) pa so naseljevali stepe severno od Črnega morja. Plemena Skitov in Sakov so v glavnem živela na južnem delu, naseljevala pa so tudi prostrana področja od Balkana do Xinjianga.
Delitev protoiranskih plemen na zahodna in vzhodna je potrjena z najstarejšimi iranskimi jeziki: perzijščino in avestanščino.

## Medijski vladarji
| Vladar                                                                          | Obdobje              | Obdobje              | Obdobje               | Obdobje              | Rodno sorodstvo        |
| Vladar                                                                          | *Herodot             | *George Cameron      | *Édvin A. Grantovskiĭ | *I. M. Diakonoff     | Rodno sorodstvo        |
| Dejok                                                                           | 700 - 647 pr. n. št. | 728 - 675 pr. n. št. | 672 - 640 pr. n. št.  | 700 - 678 pr. n. št. | sin Fraorta Starejšega |
| Fraort                                                                          | 647 - 625 pr. n. št. | 675 - 653 pr. n. št. | 640 - 620 pr. n. št.  | 678 - 625 pr. n. št. | sin Dejoka             |
| Madij                                                                           | X                    | 653 - 625 pr. n. št. | 635 - 615 pr. n. št.  | X                    | Skitski začasni vladar |
| Kjaksar                                                                         | 625 - 585 pr. n. št. | 625 - 585 pr. n. št. | 620 - 584 pr. n. št.  | 625 - 585 pr. n. št. | sin Fraorta            |
| Astjag                                                                          | 585 - 550 pr. n. št. | 585 - 550 pr. n. št. | 584 - 550 pr. n. št.  | 585 - 550 pr. n. št. | sin Kjaksarja          |
| *vse kronološke ocene so iz Enciklopedije Iranice (Medija - Medijska dinastija) |                      |                      |                       |                      |                        |

### Medijska plemena
Po Herodotu je medijski narod sestavljalo šest plemen:
- Busae - iz perzijščine buza; njihovo pravo (iransko) ime je neznano.
- Paraetaceni - nomadsko pleme.
- Strukhat
- Arizanti - od Arya (plemiči) + Zantu (pleme, klan).
- Budii - pleme med črnomorskimi Skiti.
- Magi - religijski razred; njihov jezik so Sumerci imenovali emegir.

## Zgodovina

### Ustanovitev cesarstva
Za ustanovitelja Medijskega cesarstva velja Dejok, ki ga omenja Herodot. On trdi, da se je Dejokov oče imenoval Fraort (kot tudi Dejokov sin) in da je bil Dejok »moder človek velikih možnosti in političnih ambicij« v dobi, ko v regiji ni bilo skupne vlade. Prebivalci so ga razglasili za arbitra lokalnih plemenskih sporov, kasneje pa za medijskega kralja. Domnevajo, da je bil za nastanek medijske države najpomembnejši vzrok stalno napadanje Asircev in Babiloncev iz zahoda, zaradi česar so se iranska plemena združila pod vodstvom Medijca Dejoka. V času njegovega vladanja je bila zgrajena palača in okoli nje prestolnica Ekbatana (danes Hamadan). Dejok je širom po državi vzpostavil pravosodno mrežo in organiziral enoto vohunov, ki so kontrolirali vsak del cesarstva.
Ime Daiukku se omenja nekajkrat v zapisih, ki datirajo v dobo vladavine asirskega kralja Sargona II. iz 8. stoletja pr. n. št.. Dejoka omenjajo kot puntarskega pokrajinskega vladarja (šaknu) na ozemlju Maneja ob meji z Asirijo. Njegov sin je bil ujet v kraljevstvu Urartu, vendar je Dejok podpiral urartujskega kralja Rusa I. proti manejskemu vladarju Ullusunui. Sargon II. je ujel Dejoka in ga pregnal skupaj z družino v sirsko mesto Hamah. Moderni zgodovinarji domnevajo, da sta Daiukku iz asirskih zapisov in Dejok iz Herodotovih del ista oseba. Dejok je umrl po 53 letih vladanja, nasledil ga je sin Fraort.

### Spori z Asirijo
Tako kot njegov oče Dejok, je Fraort večino svojega življenja porabil za združevanje medijskih plemen in vojne proti Asiriji. Danes ni znano ali so obstajale kakšne pretnje na vzhodnih mejah, saj Medijci o tem niso zapustili nobenih dokumentov, Asirci pa očitno niso bili zainteresirani za dogajanje vzhodno od Medije. Tako Medijce kot  Asirce je v tem času najbolj skrbela grožnja s severa, ki so jo predstavljali nomadski narod Kimerijci (verjetno eno od iranskih narodov). Ti so v začetku 7. stoletja pr. n. št. napadali obe cesarstvi, a so zaradi rodbinskih vezi z Medijci sklenili zavezništvo proti Asiriji. Kmalu je sledil napad na to državo, ki ga je močan asirski vladar Asarhadon uspel odbiti. V borbi za asirsko prestolnico Ninivo proti njegovemu sinu Asurbanipalu je umrl tudi sam Fraort. Nekoliko kasneje so se Medijci znašli pred invazijo še enega močnega plemena iz severa - Skitov.

### Skitsko obdobje
Politično nestabilnost Medijskega cesarstva po Fraortovi smrti in odsotnost medijske vojske v pohodu proti Asiracem, ki ga je vodil Fraortov sin Kjaksar, so izkoristili Skiti, ki so pod vodstvom Madiusa vpadli v Medijsko cesarstvo in porazili Medijce, ter (po Herodotu) tam vladali 28 let. Grški zgodovinar trdi, da so Skiti tedaj vladali večjemu delu (njemu znane) Azije, napredovanje proti Egiptu pa jim je preprečil faraon Psamtik I., ki jim je poklonil ogromno darov. Po 28 letih skitske dominacije nad Medijskim cesarstvom, ki so jo zaznamovale brutalnost in visoki davki, je Kjaksar leta 625 pr. n. št. začel vstajo in porazil Skite. Herodot navaja, da je Kjaksar povabil skitske vodje na banket, jih napil in nato pobil. Preživeli so pobegnili v maloazijsko Lidijo, kar je povzročilo medijsko-lidijska politična trenja.

### Medijsko-babilonski pohod na Asirijo
Kjaksarja  se označuje kot vojskovodjo izjemnih sposobnosti; bil je prvi vladar v zgodovini, ki je vojsko razdelil na posebne enote pešake-kopjenosce, strelce in konjenike, saj so pomešani rodovi uprizarjali metež na bojišču. Leta 614 pr. n. št. je Kjaksar poskušal udejanjiti namen svojega očeta in končno odstraniti asirsko nevarnost z zahoda. Medijsko cesarstvo je sklenilo zavezništvo z babilonskim kraljem Nabopolasarjem, nakar so s skupnimi močmi napadli Novoasirsko cesarstvo na dveh frontah. Medijci so si prisvojili asirsko provinco Arrapkhe (področje okoli današnjega mesta Kirkuka), nato pa še Tarbiz, ki se je nahajal ob reki Tigris severno od Ninive. Istega leta je padlo asirsko religijsko središče Ašur, kar je Medijcem prineslo precej bogastva in ojačalo njihovo cesarstvo. Na jugu so napredovali tudi Babilonci, ki niso uspeli sodelovati v bitki za Ašur in zato niso delili plena. Diplomatske zveze Medije in Babilonije so se okrepile s poroko Kjaksarja in Nabopolasarjeve hčerke (po Berosu).
Medijci in Babilonci so ponovno združili moči leta 612 pr. n. št., ko so šli v napad na asirsko glavno mesto Ninive, katerega padec je podrobno opisan v biblijski Knjigi o Nahumu. Ostanki asirske vojske, ki jih je vodil zadnji vladar Ashur-uballit II (Aššur-uballiṭ II), so se uspeli prebiti skozi obrambo in pobegniti v Haran, kjer so bili poraženi  leta 609 pr. n. št. Ta medijsko-babilonska zmaga je pomenila dokončen padec Novoasirskega cesarstva oziroma njegovo delitev med oba osvajalca. Nedolgo zatem je Medijsko cesarstvo pripojilo tudi kraljestvo Urartu na severu, meja z Babilonci pa je bila določena južno od Ašurja in Harana.

### Pohodi proti Lidiji
Ob koncu 7. stoletja pr. n. št. je v Mali Aziji rasel vpliv Lidije, ki je na račun ugodnega geostrateškega položaja in trgovine postala ena od najbogatejših držav te dobe. Po Herodotu je Kjaksar začne vojno proti Lidiji zato, ker je ta država sprejela skitske begunce. Lidijski kralj Aliat II. je zavrnil izročitev beguncev, kar je povzročilo petletno vojno.
Antični viri trdijo, da se je na dan odločilne bitke pri Halisu zgodil sončev mrk, kar so lidijske in medijske vojske razlagale kot znak nadnaravne sile, ki jih želi pomiriti. Glede na to, da se sončev mrk da astronomsko določiti, bitka pri Halisu predstavlja enega od najstarejših precizno določenih zgodovinskih dogodkov (28. maja 585 pr. n. št.). Mir je bil sklenjen s posredništvom Babiloncev in Cilicijancev, sklenjena pa je bila tudi diplomatska poroka med Kjaksarjevim sina Astjagom in Aliatovo hčerjo Arijeno. Meja med državama je bila reka Halis (Kizil).

### Obdobje miru in blagostanja
Leta 585 pr. n. št., neposredno po sporazumu z Lidijci, je medijski kralj Kjaksar umrl in na prestol je prišel njegov sin Astijag. Poročil se je z Arijeno, sestro lidijskega kralja Kreza, Astijagova sestra Amitis pa se je poročila z babilonskim kraljem Nebukadnezarjem II. S temi diplomatskimi porokami je postal Astijag rodbinsko povezan z najbogatejšimi in najmočnejšimi državami Bližnjega vzhoda, kar mu je omogočilo dolgo obdobje miru in blagostanja. V tem času je v Medijskem cesarstvu cvetelo zoroastrstvo, v Lidiji slavni znanstveniki in književniki kot so Solon, Ezop in Tales, Nebukadnezar II. pa je spreminjal Babilon v metropolo. kakršne svet še ni videl. Astijagova hči Mandana se je poročila s perzijskim vazalskim vladarjem Kambizom I. s katerim je imela sina Kira Velikega, ki bo kasneje vrgel s prestola svojega deda.

### Perzijska vstaja
Perzija je bila vazalna kraljevina Medijskega cesarstva od konca 7. stoletja pr. n. št., ko so Medijci v zavezništvu z Babilonijo pokorili Novoasirsko cesarstvo in si prigrabili njene vazalne države. V času medijske dominacije sta obstajali dve perzijski kraljevini Anšan in Parsumaš, ki sta bili močno povezani, tako politično, kot rodbinsko. Leta 559 pr. n. št. je na anšanski (perzijski) prestol prišel Kir II. Veliki, sin Kambiza I. Ta je združil obe perzijski kraljestvi, zato velja za prvega pravega perzijskega kralja. Na začetku Kirove vladavine je imela Perzija še naprej vazalni status pod oblastjo Medijskega cesarstva, ki mu je vladal Astijag. 
Leta 553 pr. n. št. sta zaradi nesoglasja z Astijagovo politiko Kambiz I. in Kir Veliki začela perzijsko vstajo. Nikolaj iz Damaska piše, da je vstajo začel Kambiz, medtem je 24-letni Kir živel pri dedu na dvoru v Ekbatani. Astijag je večkrat zavrnil vnukove zahteve da bi obiskal starše v Perziji in ga končno na prigovarjanje perzijskega podanika Oebara pustil na petmesečno potovanje na jug. Na sugestijo dvornih svetnikov je poslal 300 konjenikov z nalogo vrniti Kira na dvor živega ali mrtvega. Medijski konjeniki so prispeli do Kira in mu predali kraljevo zahtevo, na katero je Kir pristal in pozval konjenike na banket. Naslednje jutro je Kir pobegnil do mesta Hyrbe, kjer ga je čakal Oebar s 5.000 perzijskimi pešaki, ki jih je poslal oče Kambiz I. V bitki pri Hyrbi je perzijska vojska premagala medijsko konjenico, pobegli so hiteli obvestiti Astijaga o dogodku. Bitka pri Hyrbi je bil prvi velik udarec Medijcem in prvi vojni poraz po daljšem času. Ta bitka je spodbudila kralja Astijaga, da je začel velik vojni pohod proti Perzijcem. Kir Veliki je istočasno poskušal nagovoriti severne satrapije k vstaji in zavezništvu.
V glavni bitki pri perzijski meji je Astijag poveljeval 20.000 osebnim čuvarjem, perzijska vojska pa s Kambizom I. na desnem krilu, Oebarjem na levem in Kirom na sredini. Perzijci so bili številčno šibkejši in so se umaknili v bližnje mesto. Naslednji dan so vsi Perzijci krenili v napad, Kambiz I. pa je skupaj s starci čuval mesto obzidje. Ko sta se Kir in Oebar borila na bojišču, je Astijag poslal 100.000 vojakov v napad iz zaledja, kar je prisililo Perzijce k umiku. Kambiz I. je bil težko ranjen in je umrl, Astijag ga je dostojno pokopal.
Po bitki sta se Kir Veliki in Oebar umaknila v gore pri Pasargadu, kjer so zasedli vse ozke doline, ki so vodile v Perzijo. Medijski kralj Astijag se je odločil najti prehod in obkrožiti Perzijce, kar je bilo težko. V obleganju pasargadskih gora se je 10.000 vojakov (Perzijski nesmrtniki) pod vodstvom Kira Velikega in Oebarja uspešno branilo pred desetkrat večjo medijsko vojsko. Perzijci so v bitki pri Pasargadu zmagali, kar je pomenilo konec Astijagove dominacije. Nekoliko kasneje je padlo tudi medijsko glavno mesto Ekbatana, Kir Veliki pa je ujel Astijaga.

### Padec cesarstva
Kot enega od razlogov, ki so botrovali vzponu Perzijcev in padcu Medijskega cesarstva, se omenja tedaj sofisticirana tehnologija namakanja s kanati, ki so jo razvili Perzijci, Medijci pa je niso poznali. Kir Veliki je bil do bivšega medijskega kralja Astijaga velikodušen; pustil ga je živeti in ga vzel za osebnega svetovalca. Kir naj bi se poročil z Astijagovo hčerjo Amitiso, kar je nelogično, saj bi ta bila tudi njegova teta. Verjetna razlaga je, da se je Astijag prej poročil še enkrat z ženo, ki mu je rodila Mandano, Amitis pa je bila hči Kjaksara ali Astijagova sestra. Ekbatana je postala glavno mesto novoustanovljenega Ahemenidskega cesarstva.
Po Astijagovi zamenjavi je njegov tast Krez (kralj Lidije) krenil v obračun proti Kiru Velikemu, da bi maščeval poraz svojega zeta in razširil meje Lidijskega cesarstva na vzhod, kar se je leta 547 pr. n. št. končalo s katastrofalnim porazom in padcem Lidije pod Ahemenidsko cesarstvo. Astijag je verjetno umrl leta 540 pr. n. št.

## Politika in uprava
Zgodovinar János Harmatta na osnovi lingvističnih dokazov trdi, da so imeli Medijci zelo razvit birokratski sistem, ki so ga kasneje prevzeli tudi Perzijci. Jona Lendering predpostavlja, da je Medijsko cesarstvo obsegalo satrapije Perzijo, Armenijo, Kapadokijo, Partijo in Arijo, vendar naj bi bila to preprosta oblika satrapije, ki sta jo kasneje izpopolnila perzijska vladarja Kir Veliki in Darej Veliki. 

### Vojska
Medijska vojska je igrala pomembno vlogo v zgodovini te države saj so Medijci živeli na relativno nezaščitenem območju in so bili v neprestanih sporih z okoliškimi narodi - Asirci, Skiti, Lidijci in kasneje Perzijci. Tradicionalna medijska vojska je temeljila na konjenici, kar je bilo značilno ne samo za iranske narode, temveč tudi za številna druga plemena Srednje Azije. Vzgoja konj je bila večstoletna medijska tradicija, vojska sestavljena iz konjenice pa je bila neobhodna za nadzor nad njihovega ogromnega cesarstva, ki se je razprostiralo tisoče kilometrov daleč. Razdalja med najvzhodnejšo in najzahodnejšo točko cesarstva je bila približno enaka dolžini kraljevske ceste iz kasnejšega perzijskega obdobja. Ocenjujejo, da bi potovanje peš trajalo polne tri mesece.
S prihodom medijskih plemen na vzhodne obronke masiva Zagros se je začelo razvijati rudarstvo, s tem pa obdelava kovin in znatnega tehnološkega napredka v medijski vojski. Primer je medijski bojni voz. Velik vojni reformator je bil medijski kralj Kjaksar, saj je bil prvi vladar v zgodovini, ki je razdelil vojsko na posebne enote: pešake, kopjanike, strelce ter konjenico. Glavna značilnost medijske vojske je bila mobilnost in možnost manevriranja, zaradi česar so imeli vojakii slab ali nikakršen oklep. Ta pomanjkljivost se je pokazala kot usodna v borbi s Kirovimi težko oklepljenimi pešaki v Bitki pri pasargadskih gorah.
Medijska vojska je imela velik vpliv na formiranje perzijske vojske, o čemer piše Herodot in reliefi iz Perzepolisa, pa tudi dejstvo, da so v perzijski vojski služili mnogi medijski generali in admirali (Harpag, Mazar in Datis). Herodot omenja, da se v času grško-perzijskih vojn medijski vojaki niso bistveno razlikovali od perzijskih. O tem pričajo tudi reliefi iz Perzepolisa, ki prikazujejo štiri medijske in perzijske kopjanike.

### Obseg cesarstva
V času ustvarjanja medijske plemenske konfederacije se je Medija kot zemljepisni pojem nanašala na območje severozahodnega Irana. Meje niso bile določene, zato se Medijo določa z ozemlji ostalih narodov, ki so jo obkrožali: Perzijci na jugovzhodu, Parti na vzhodu, Elamiti na jugu, Asirci na zahodu in Urarti na severu. V dobi medijskega kralja Kjaksarja so bili vsi navedeni narodi pokorjeni in Medijsko cesarstvo se je razprostiralo od srednje Male Azije do Hindukuša na vzhodu. Zahodne meje sta bili reki Kizil in Tigris, ki sta ga ločili od Lidije in Babilonije ter Cilicije. Severna meja so bile gore Kavkaz, Kaspijsko jezero in reka Amu Darja, izza katere se je nahajala Sogdija. Meje na vzhodu je nemogoče točno določiti saj ne obstajajo zanesljive informacije o napredovanju medijske vojske. Verjeno je Medijsko cesarstvo obsegalo Sagartijo, Drangijano, Arahozijo, Arijo in Baktrijo. Površina Medijskega cesarstva je tako znašala okoli 2,8 milijona km², s čimer je bilo največje cesarstvo v zgodovini.
| Moderna država | odstotek | Skupna površina (km²) | Del nekdanjega cesarstva (km²) |
| -------------- | -------- | --------------------- | ------------------------------ |
| Iran           | 85%      | 1.648.000             | 1.400.800                      |
| Turčija        | 35%      | 780.580               | 273.203                        |
| Sirija         | 10%      | 185.180               | 18.518                         |
| Irak           | 25%      | 437.072               | 109.268                        |
| Azerbajdžan    | 60%      | 86.600                | 51.690                         |
| Armenija       | 100%     | 29.800                | 29.800                         |
| Gruzija        | 15%      | 69.700                | 10.455                         |
| Turkmenistan   | 45%      | 488.100               | 219.645                        |
| Afganistan     | 90%      | 647.500               | 582.750                        |
| Pakistan       | 15%      | 803.940               | 120.591                        |
| Skupaj         |          |                       | 2.816.720 km²                  |

## Gospodarstvo
Medijci so tako kot druga iranska plemena, ki so naselila zahod Iranskega višavja, živeli kot nomadi. Njihova glavna gospodarska dejavnost je bila živinoreja oziroma vzgoja konj, goveda, ovc in redkeje koz. Bili so znani kot najboljši vzgojitelji konj že pred njihovim naseljevanjem Zagrosa, njihovi konji so bili znani tudi v Mezopotamiji. Bili so vešči v metalurgiji, posebej v obdelavi železa, izdelovali pa so tudi močne in hitre bojne vozove.
Kmalu po naselitvi so razvili uspešno gospodarstvo, temelječe na trgovini s kositrom, bakrom in železovo rudo. To trgovino so kontrolirali Babilonci in Asirci. Med njimi je bila tudi civilizacija Elam, katere širitev na zahodne dele pogorja Zagros in na jug Mezopotamije je imelo za posledico kontrolo nad trgovskimi potmi, ki so vodile v Ur, Sumerijo, Babilon in Nirmud, s tem pa tudi spore z Novoasirskim cesarstvom. Plemenski ustanovitelji Medijskega cesarstva se niso zavedali pomembnosti trgovine s kovinami, namesto tega je njihova strategija temeljila na uspešni obrambi lokalnih plemen, ki so neprestano napadala Babilonce in Asirce. Dokumenti iz asirske dobe omenjajo, da so od Medijcev prejemali davek v konjih, domačih ovcah, dvogrbih kamelah, v bronu, zlatu in srebru ter platnu in volnenih proizvodih. Ti podatki dajo vpogled v zgodnje medijsko gospodarstvo.
Po tem, ko so pokorili Asirce in se razširili na zahod, so Medijci prevzeli tudi nadzor nad trgovskimi potmi in zelo obogateli. Trgovina je doživela razcvet. Medijsko plemstvo je bilo zelo bogato, lokalno prebivalstvo pa ni imelo koristi, saj so večino trgovine vodili Asirci, Babilonci in razni trgovci iz sirskih mest.
Lokalno gospodarstvo je temeljilo na tradicionalnih medijskih produktih poljedelstva in živinoreje. Odvisno od lokacije so se lokalno razvile tudi druge panoge gospodarstva kot so ribištvo, razne obrti in lončarstvo. Obdelava kovin je služila v vojne in dekorativne namene, na kar kažejo izdelki iz zlata in srebra iz te dobe. 
Glede na to, da je bilo cesarstvo razdeljeno na satrapije, ki so jim vladali pokrajinski vladarji, predpostavljajo, da so ti narodi (Armenci, Parti, Arijci in Perzijci) plačevali davek. Ker takrat še niso poznali denarja, so verjetno plačevali v naravi, vendar to ni znano. Prometni pomen Medije se nanaša na velik del kontrole Svilne ceste. Medijci verjetno niso poznali sistema kanatov za namakanje, kar je eden od glavnih razlogov za padec Medijskega cesarstva.

## Kultura

### Družba
Življenje Medijcev in ostalih iranskih narodov je temeljilo na patriarhalni plemenski ureditvi. Mnogi zgodovinarji in arheologi izpostavljajo možne dokaze, da je pred njihovim prihodom vladal matriahat, na kar kaže centraliziran poljedelski ustroj staroselcev. Na razvoj medijske družbe so vplivale demografske spremembe in porast iranske populacije na račun staroselcev.
Družbo je sestavljalo več plemen, povezanih s skupnim poreklom, kulturo in zgodovino, obstajale so plemenske zveze. zanesljivo ni mogoče trditi kdaj so se iranska plemena razdelila na Medijce, Perzijce, Parte in morda proto-Sogdijce. Predpostavljajo, da so se te razlike pojavile po migraciji na zahod v Veliki Iran. Te razlike so vidne v njihovih jezikih in narečjih, botrovale pa jim geografske razlike.
Vsako pleme je bilo razdeljeno na razrede. Ti razredi, ki jih danes lahko identificirajo, so bili vojaški in vladarski, umetniški in kmečki. Družbena mobilnost teh razredov ni znana. Iranci so svoj obstanek našli v združevanju s staroselci.
Medijci so prikazani na reliefih Darejeve apadane v Perzepolisu, ki datira iz 515 pr. n. št. ali 35 let po padcu Medijskega cesarstva, kar nakazuje, da so ti prikazi realni. Reliefi z Medijci se pojavljajo na treh mestih in prikazujejo medijske stražarje, plemiče in njihovo delegacijo. Medijci so imeli v dobi Ahemenidskega cesarstva enak status kot Perzijci. Prvi relief na srednjem panelu vzhodnega stopnišča prikazuje štiri medijske in perzijske kopjenosce. Na tem reliefu Medijci nosijo kratke plašče, hlače in okrogle kape, izpod katerih gledajo kodrasti lasje, včasih z repom. Drugi relief je na južnem panelu in prikazuje medijsko delegacijo na obisku Perzepolise. Medijci nosijo značilno nošo, rokavice in meče, darila pa so lonci in vaze. Tretji relief je na severnem panelu kaže medijskega vodjo kraljevske staje z zelo detajlno obdelanimi konji.
- Štirje medijski kopjenosci
- Detajl medijske garde

### Religija
Podatki o religiji v času Medijskega cesarstva so skopi. Arheološka raziskovanja v letih med 1967 in 1977, ki jih je vodil David Stronach, so odkrila zgradbo iz okoli 750 pr. n. št., ki je bila prvenstveno verskega značaja. Nahaja se v Tape Nuš-e Janu, okoli 60 km južno od Hamadana ali starodavne Ekbatane. Kompleks je bil postavljen na skali višine okoli 30 m in je obsegal osrednji tempelj, zahodni tempelj, trdnjavo in hipostil (dvorana s stebri), okoli katerega  se je nahajal krožni podporni zid iz opeke. Srednji tempelj je imel obliko stolpa z notranjim svetiščem v obliki trikotnika. Velik je bil 11 x 7 m, zidovi so bili visoki 8 m. Na zahodnem vogalu tega svetišča je bil stopničast oltar, zgrajen iz opeke. Kult ognja je bil skupen indoiranskim narodom zato tempelj v Tape Nuš-e Džanu velja za najstarejši verski objekt v Iranu.
Ostali viri o religiji temeljijo na Herodotovih opisih in osebnih imenih Medijcev. Tako naj bi bili Medijci edina iranska plemenska zveza, ki je imela tudi svečeniško pleme. Magi ali morg (perzijsko Magu) so bili pripadniki plemena, ki so ga sestavljali modreci in svečeniki, ki so čuvali mitološko in duhovno tradicijo medijske družbe. V času vladavine Astijaga so na njegovem dvoru magi služili kot religijski strokovnjaki, osebni svetovalci, vrači, preroki in tolmači sanj. Funkcija tega plemena verjetno datira pred delitvijo iranskih plemen na posamezne zveze in nam govori, da so taki klani obstajali v najzgodnejši iranski družbi. 
Orientolog I. M. Diakonoff trdi, da so medijski vladarji Astijag in morda Kjaksar prevzeli religijo, ki izhaja od zoroastrskega preroka Zaratustre, čeprav ta vera ni bila skladna z njegovo doktrino. Večina zgodovinarjev se ne strinja s tem. Mary Boyce trdi, da so magi in njihove verske tradicije predstavljali prepreko pri prehodu prebivalstva na zoroastrstvo. Predpostavljajo, da so od 8. stoletja pr. n. št. v Mediji prevladovali mazdaizem in indoiranske verske tradicije, medtem ko se je zoroastrstvo kot religijska reforma razširilo v prvi polovici 6. stoletja pr. n. št. ali v času vladavine zadnjih dveh medijskih kraljev.
Zoroastrstvo se je razširilo v času vladavine medijskega kralja Kjaksarja, načela religije pa so postala pomemben element medijske in kasneje perzijske in iranske kulture nasploh. Verjetno je obstajal tudi sinkretizem z drugimi religijami in mitologijami, posebej z mezopotamsko. Glavni bog Ahura Mazda je predstavljal dobro. Njegov znak je bil ogenj, simbol čistosti in moči. Zlo je bila naravna sila, odvojena od Ahure Mazde, in mu je nasprotovala, obstoja samo na duhovnem področju za razliko od duhovne in fizične eksistence tistega, kar je ustvaril Ahura Mazda. Zli duh Ahriman obstaja med dvema skrajnima točkama na časovnem traku. Zoroastrstvo se je obdržalo do današnjih dni. Gradili so izključno žrtvenike, zato ne obstaja bogata posebna arheološka ostalina.

### Jezik
Medijci so govorili medijski jezik, ki skupaj z gilskim, mazanderanskim, kurdskim in beludžijskim jezikom spada v skupino severozahodnih iranskih jezikov. Medijski jezik se omenja izključno v zapisih v staroperzijskem jeziku; o slovnici ne vemo skoraj nič.
Ne obstaja noben ohranjen dokument, zato ne vemo, kakšno pisavo so uporabljali. Do danes je bila na ozemlju starodavne Medije najdena samo ena bronasta plaketa, na kateri je zapis v klinopisu v akadskem jeziku, ki datira iz 8. stoletja pr. n. št., a ne omenja medijskih imen. Moderna raziskovanja kažejo na t. i. linearno elamsko pisavo (ki še ni dešifrirana) mogoče pisano v medijskem jeziku, pod predpostavko, da je Kutik-Inšušinak originalno iransko ime medijskega vladarja Kjaksarja in ne mnogo zgodnejšega elamskega kralja.

### Umetnost
Zelo malo je umetniških ostankov iz dobe Medijskega cesarstva, zato je medijska umetnost 
še naprej predmet špekulacij. Nekateri zgodovinarji, kot je Bruno Genito, celo zanikajo njen obstoj, Oscar Muscarella pa piše, kako »ne obstajajo primeri medijske umetnosti in niso najdeni arheološki artefakti iz te dobe«. Drugi raziskovalci trdijo, da so mesta Tape Nuš-e Džan in Godin-Tape, ki datirajo iz 8. in 7. stoletja pr. n. št., iz medijske dobe. Vpliv ostalih arheoloških najdišč, kot je Baba Jan III., na medijsko kulturo je vprašljiv.
Medijska mesta sta opisovala starogrška zgodovinarja Herodot in Polibija, umetniški prispevek medijskih mojstrov se omenja tudi v perzijskih kraljevskih napisih. V Herodotovi zgodovini so opisane mestne utrdbe medijske prestolnice Ekbatane v sedmih različnih barvah. Medijci so bili tudi izvrstni kovači. O tem priča podatek, da je večina okrasja iz zlata in srebra, ki datira iz kasnejšega ahemenidskega obdobja, najdena prav v okolici Ekbatane. Reliefi v Perzepolisu prikazujejo medijsko delegacijo, ki nosi darove perzijskemu kralju (lonce in vaze), kar pomeni, da je bilo razvito lončarstvo. Okrasje prikazuje živalske oblike, značilne za iransko umetnost te dobe. Kraljevski napisi v Perzepolisu omenjajo, kako so medijski zlatarji okrasili mestno obzidje Darejeve kraljevske palače v Suzi.

### Arhitektura in urbanizem
Iz medijske dobe so znana tri pomembna mesta: prestolnica Ekbatana, religijski center Raj in Hyrba. O Ekbatani obstaja precej pisanih dokumentov, saj je eno od najstarejših kontinuirano naseljenih mest na svetu (danes Hamadan), kar ne velja za drugi dve mesti. Omejena arheološka raziskovanja mesta Raj so se začela šele leta 1997, težave pa povzroča dejstvo, da je mesto postalo del širšega območja iranskega glavnega mesta Teherana, kjer je industrijska cona. Mesto Hyrba pa do danes ni najdeno. Hyrbo se omenja tudi kot perzijsko mesto ob meji z Medijo v delih Nikolaja iz Damaska in predpostavljajo, da se je nahajalo nekje na črti od Ekbatane na severu do Pasargada na jugu.
Ekbatana v prevodu pomeni »Mesto zbiranja«. Starogrški viri govorijo, da je bila Ekbatana glavno mesto Medijskega cesarstva, njegovo izgradnjo pa pripisujejo Dejoku (Daiukkuv klinopisu), ki je okoli mesta dal zgraditi sedem koncentričnih obzidij v različnih barvah.
V 5. stoletju pr. n. št. Herodot o Ekbatani piše:

Medijci so zgradili mesto Ekbatana z mogočnim obzidjem velikih dimenzij, ki so v krogih objemali mesto. Načrt palače je tak, da vsaki zid nadkriva prejšnjega s pomočjo obzidja. Okolica ima obliko blagega hriba, kar odgovarja navedenemu primeru obrambe, sicer je položaj produkt ljudskega uma. Število obrambnih zidov je sedem, znotraj zadnjega in najmanjšega se nahaja kraljevska palača in zakladnica. Zunanji zid je bil enakih dimenzij kot obzidje v Atenah. Na tem zidu so obrambni deli bele barve, na naslednjem črne, tretjem rdeče, četrtem modre, petem oranžne; zidovi so pobarvani. Zadnja dva obrambna zidova sta bila srebrne in zlate barve. Vsi navedeni zidovi so za Dejoka in za obrambo njegove palače.
Zgodovinar Polibij prav tako opisuje veličastno obzidje dolžine 1300 metrov, ki je obkrožalo kraljevo palačo, ne pa tudi mesta, Ekbatano pa imenuje za najbogatejše in najlepše mesto sveta. Danes domnevajo, da je sedem navedenih zidov verjetno stopničasti zigurat. Arheološka raziskovanja Ekbatane in hriba Hagmatana niso razkrila ostankov iz medijske dobe, več jih je iz perzijskega in partskega obdobja. Ekbatana se sploh ne omenja v asirskih zapisih.
Nedavno odkrito mesto Tape Nuš-e Džan ni bilo glavno mesto, po Davidu Stronachu ima ta religijski center velik pomen za medijsko arhitekturo, kot tudi za razvoj drugih orientalskih civilizacij. Arhitektonski slog v Tape Nuš-e Džanu in Godin-Tapeju vsebuje elemente iz drugih kultur. Asirski vpliv je očiten v tlorisu trdnjav, elementi civilizacije Urartu so v metodi gradnje: predori v zidovih, uporaba slepih oken ni niš, vodnjaki. Hipostili ali dvorane s stebri so značilni za arhitekturo severozahodnega Irana in Urartuja, nimajo pa niti v Tape Nuš-e Džan, niti v Godin-Tapeju manjših prostorov, ki se povezujejo z glavno dvorano. Take zgradbe brez stanovanjske in gospodarske funkcije so postale prototip za perzijske reprezentativne dvorane za sprejeme, znane kot apadane. Osrednji tempelj je v Tape Nuš-e Džana trebušaste oblike, ostali prostori niso simetrični. Medijci očitno niso samo prevzeli tujih arhitektonskih elementov sosednjih civilizacij, temveč so jih tudi izkoristili za ustvarjanje novega, avtohtonega medijskega oblikovanja.

## Kronologija
- 728 pr. n. št. - Dejok ustanovi Medijsko cesarstvo.
- 675 pr. n. št. - smrt Dejoka; nasledi ga sin Fraort.
- 653 pr. n. št. - smrt Fraorta v boju asirske prestolnice Ninive; vpad Skitov pod vodstvom Madijema.
- 625 pr. n. št. - Kjaksar odstavi Madija in zasede medijski prestol.
- 614 pr. n. št. - medijski pohod proti Novoasirskemu cesarstvu; padec Ašurja.
- 612 pr. n. št. - Kjaksar in njegov babilonski zaveznik kralj Nabopolasar osvojita Ninivo, kar označuje konec Novoasirskega cesarstva.
- 609 pr. n. št. - zadnji asirski kralj Ašur-ubalit II. umre v bitki za Haran.
- okoli  610 pr. n. št. - Medijsko cesarstvo pripoji kraljestvo Urartu v Armeniji.
- okoli  610 pr. n. št. - rodi se Astjag, Kjaksarjev sin.
- 590 pr. n. št. - rodi se Astjagova hči Mandana.
- 585 pr. n. št. - po bitki mrka je podpisan medijsko-lidijski mirovni sporazum.
- 585 pr. n. št. - smrt Kjaksarja.
- 577 pr. n. št. - poroka Mandane s perzijskim vladarjem Kambizom  I.
- 576 pr. n. št. - rojstvo Astjagovega vnuka Kira Velikega.
- 553 pr. n. št. - začne se perzijska vstaja.
- 552 pr. n. št. - neuspešen Astjagov poskus preprečiti Kiru pot iz Ekbatane v Perzijo; zmaga Perzijcev v bitki pri Hyrbi.
- 551 pr. n. št. - Astjag osebno miri perzijsko vstajo, Kir Veliki odvrne napade v bitki pri perzijski meji.
- 550 pr. n. št. - poraz Astjagove vojske v bitki pri pasargadskem hribu in bitki pri Pasargadu.
- 550 pr. n. št. - padec medijske metropole Ekbatane; Kir Veliki ustanovi Ahemenidsko cesarstvo, ohrani Astjaga pri življenju in ga ima za osebnega svetovalca.
- okoli 540 pr. n. št. - Astjagova smrt.